# Коссок, Кароль
Кароль Альберт Коссок (пол. Karol Albert Kossok, 28 января 1907, Катовице, Германская империя — 11 марта 1946, Советская зона оккупации Германии) — польский футболист, нападающий.

## Биография
Родился 28 января 1907 года в Катовице. Футбольную карьеру начал в местной команде «1. ФК Катовице» (1925—1928, 37 матчей, 31 гол). Следующие два года выступал за клуб «Краковия». В 1930 году краковская команда получила титул чемпиона Польши, а Кароль Коссок стал самым метким игроком турнира (24 забитых мяча). 1931 год провёл в составе львовской «Погони». В чемпионате забил 22 гола за 22 матча (3-й показатель в лиге). С 1933 года вновь игрок «Краковии», но в основном залечивал травмы, чем выступал на футбольном поле. В 1934 году получил серебряные награды чемпионата, в 1936 — был играющим тренером команды. Всего в лиге забил более ста голов (член «Клуба 100»).
За национальную сборную дебютировал 1 июля 1928 года. В Катовице польские футболисты победили сборную Швеции (2:1). Последний матч провёл 2 октября 1932 года, со сборной Латвии (2:1). Всего, за главную команду страны, провёл пять матчей (3 победы, 2 поражения) и забил 3 гола.
В 1937 входил в тренерский штаб сборной Польши, в 1938—1939 годах возглавлял столичную «Полонию».
Летом 1944 года был призван в вермахт, попал в плен. Умер 11 марта 1946, на 40-м году жизни, в лагере военнопленных на территории советской зоны оккупации Германии.

## Достижения
- Чемпион Польши (1): 1930
- Вице-чемпион Польши (1): 1934
- Лучший бомбардир чемпионата Польши (1): 1930 (24 гола)